# جسر مونو
جسر مونو (باللغة الويلزية: Pont Trefynwy welsh)، المتواجد في قرية مونمووث، هو الجسر النهري المحصّن الوحيد الباقي مع برج حراسته المنصوب عليه في بريطانيا العظمى. ومثل هذه الأبراج كانت منتشرة عبر القارة الأوروبية في العصور الوسطى، لكن دُمّر العديد منها نظراً للتقدم الحضاري، وتقلص الإحتياجات الدفاعية وكذلك ازدياد متطلبات الحركة المرورية والتجارة.

## نبذة
كانت قرية مونموث مستعمرة حدودية ذات أهمية عالية منذ الإحتلال الروماني لبريطانيا، عندما كانت موقع الحصن بليستيوم. ومن الممكن أن نهر الواي تم بناء جسر عليه في ذلك الوقت، لكن يبدو أن نهر مونو لم يكن قد حظي بمعبر حتى الغزو النورماندي نظراً لضحالته(قلة منسوب مياهه). وكان قد بدأ تشييد جسر مونو في العام 1272، طبقاً للعرف المحلي، لاستبدال الجسر الخشبي من العهد النورماندي في القرن الثاني عشر. وقد لعب الجسر دوراً هاماً، إذا لم يكن مؤثراً، في الدفاع عن قرية مونموث خلال حقبة العصور الوسطى، والحرب الأهلية الإنجليزية، والقمع الجارتي. كما تم توظيفه كسجن، ومخزن ذخائر، ومرسى، ولوحة إعلانات، وكذلك مركز للاحتفالات، والأكثر أهمية كبوابة ضريبية. وتم تمويل معظم التطوير في مونموث في العصور الوسطى عن طريق الضرائب والجزية الذَينِ فرضهما الإقليم بأمر ملكي. وتُجمع الضرائب بواسطة السيطرة على نقاط الدخول إلى القرية، ومن هذه النقاط بوابة الحراسة على جسر مونو.
بُني معظم الجسر من الحجر الرملى الأحمر القديم، كما كان الجسر موضع إعادة بناء وتشييد كبيرين في القرنين الثامن عشر والتاسع عشر. كما أصبح أيضاً موضوعاً رائجاً للفن في هذين القرنين، حيث خطَّ كُلٌ من تيرنر، وجاستينو، وكوتمان رسوماً للجسر والبوابة. وعانى الجسر من ضرر متزايد نظراً للحوادث الخطيرة المتعددة التي وقعت بسبب الأحجام الزائدة للحمولة واستخدام المركبات الضخمة جداً. وقد مكَّن بناء الطريق الجديد المؤدي إلى الجنوب من تحويل الجسر إلى جسر مشاة في القرن الواحد والعشرين.

## تاريخ الجسر

### التاريخ القديم
كانت قرية مونموث مستعمرة حدودية ذات أهمية بالغة في بريطانيا الرومانية، حيث كانت الحصن الحدودي لـبليستيوم وكذلك مركز هام للـأشغال الحديدية. ومن الممكن أن الرومان بنوا جسر نهر الواي خلال فترة احتلالهم، لكن يبدو أن نهر مونو لم يحظى بمعبر حتى الغزو النورماندي. حيث بنى اللورد النورماندي ويليام فيتزاوسبيرن قلعة قرب تقاطع النهرين حوالي عام 1070. كما شَهِد القرنين اللاحقين إقامة دَير بينديكتين وتطوير القرية كموقع دفاعي على ويلش مارتشيز

#### القرنين الرابع عشر والثاني عشر
كان الجسر الأصلي فوق نهر مونو في مونموث مبني من الخشب في منتصف القرن الثاني عشر. وفي عام 1988، كشف عملٌ عند السيطرة على الفيضانات عن بقايا من الجسر الخشبي تحت المتواجد آنذاك مباشرةً، وبيَّن علم تحديد أعمار الأشجار أن الخشب اُستُخلص من أشجار بُترت بين عامي 1123 و1169. وقد يفيد ذكر قديم في فلوريس هيستورياروم بقلم روجر من ويندوفر(مؤرخ)، أن الجسر الخشبي وكنيسة القديس توماس الشهيد المجاورة تضرروا بفعل النيران الناتجة عن معركة مونموث في عام 1233، والتي جرت بين مناصري هنري الثالث وقوات ريتشارد مارشال ، إيرل بيمبروك. يعتبر موقع المعركة والجسر المعين المتعلق بها موضع نزاع، حيث جادل المؤرخ المحلي كييث كيساك أن المعركة جرت على حقول فوكسهول أسفل قلعة مونموث ومسافة غير بعيدة من جسر مونو، بينما استمر مؤرخون آخرون في تحديد مكان المعركة عند أوفرمونو.
اكتمل الجسر الحجري في أواخر القرن الثالث عشر. ويُعتقد عُرفاً أنه قد بُني في عام 1272، بالرغم أن هذا التاريخ لا يملك دليل موثق يدعمه. ووصف المؤرخ ويليام كوكس أنَّ الجسر يرجع تاريخه إلى ما قبل الغزو النورماندي خطأً ودوَّنَ ‘‘أشرف الجسر على معبر مونو وكان حاجزاً أمام الويلزيين‘‘. وفي عام 1804، كتب عالم آثار مونموث تشارلز هيث «إن تأسيس الجسر قديم جداً لدرجة لا التاريخ أو العرف يقدم أي إشراقة بخصوص تاريخ تنصيبه». وقد استنتج هيث ذلك من كتاب أثريات إنجلترا وويلز بقلم فرانسيس غروس، الذي نُشر في عام 1773. أما عالم الآثار مارتين كوك لاحظ أهمية التاريخ 1270 كبداية فترة شهدت تزايداً في بناء الجسور، كنتيجة للنمو السريع للتجارة العالمية. أما المهندس المتحضر إدوين جيرفواز اقترح بدوره أن غياب سجل مُبرهِن كان بسبب تدمير مَحفُوظات دوق بوفورت في قلعة راغلان في القرن السابع عشر. وهذا مُستبعد لأن الجسر لم يسقط تحت حكم عائلة الدوق،(عائلة السومرستس) حتى القرن التاسع عشر.
بوابة الحراسة التي تسمى أيضاً بوابة مونو، والتي تُعطي جسر مونو مظهره المميز الحالي، تم إضافتها في نهاية القرن الثالث عشر أو بداية القرن الرابع عشر بعد خمس وعشرين سنة من بناء الجسر نفسه. إن موضع بوابة حراسة منتصف القناة نسبياً استثنائي، حيث لاحظ العالم الأثري هاريسون أنّ النظام الأكثر شيوعاً هو أن تكون البوابة قائمة على قارعة الطريق عند إحدى نهايات الجسر. وفي عام 1297، وضع إدوارد الأول إقراراً لأجل مونموث حيث يفرض ضريبة على تشييد أو إصلاح أسوار القرى مستجيباً لطلب ابن أخيه هنري إيرل لانكستر الثالث. وهذا الإقرار عبارة عن ضريبة في العصور الوسطى، مُقررة خصّيصاً للسماح بزيادة الأرصدة من أجل تشييد أو إصلاح أسوار القرية. وأتاح الإقرار لسكان القرى بناء أسوار وبوابات القرية، بما في ذلك تشييد بوابة الحراسة. إلا أن العمل لم يكتمل أو كان في حاجة لبعض الإصلاحات بحلول عام 1315، كما تم تجديد السُلطة الأصلية في الأول من يونيو حزيران من تلك السنة. وفي ذلك الوقت، كان الجسر ليكون أضيق بكثير مقارنة بالوقت الراهن مع كل الحمولة المارة تحت كل تقوس. أما التقوس كان محمياً بواسطة القضبان الحديدية، التي لا تزال أخاديده المرتبطة به ظاهرة. وأُضيفت فوهات الطوابق البارزة (فتحات دفاعية يتم رمي الحجارة أو مواد أخرى من خلالها على المُهاجمين) في تاريخٍ ما في فترة العصور الوسطى، ومن المحتمل أن يكون في أواخر القرن الرابع عشر. وقد شكلت البوابة جُزءاً من أسوار قرية مونموث الدفاعية. كما تُظهر خريطة من عام 1610 لرسام الخرائط جون سبييد أسوار على جانب القرية الجنوبي والذي يمتد غير محمي بأي من نهر المونوو أو نهر الواي، إلا أن الأثري إيان سولسبي أرتأى أن هذا «لا يمكن تصوره» لأن بوابة مونو وبوابة أخرى أُظهرت بواسطة سبييد نفسه يؤديان خروجاً إلى تشبنهام ميد، ممتداً لوحده.

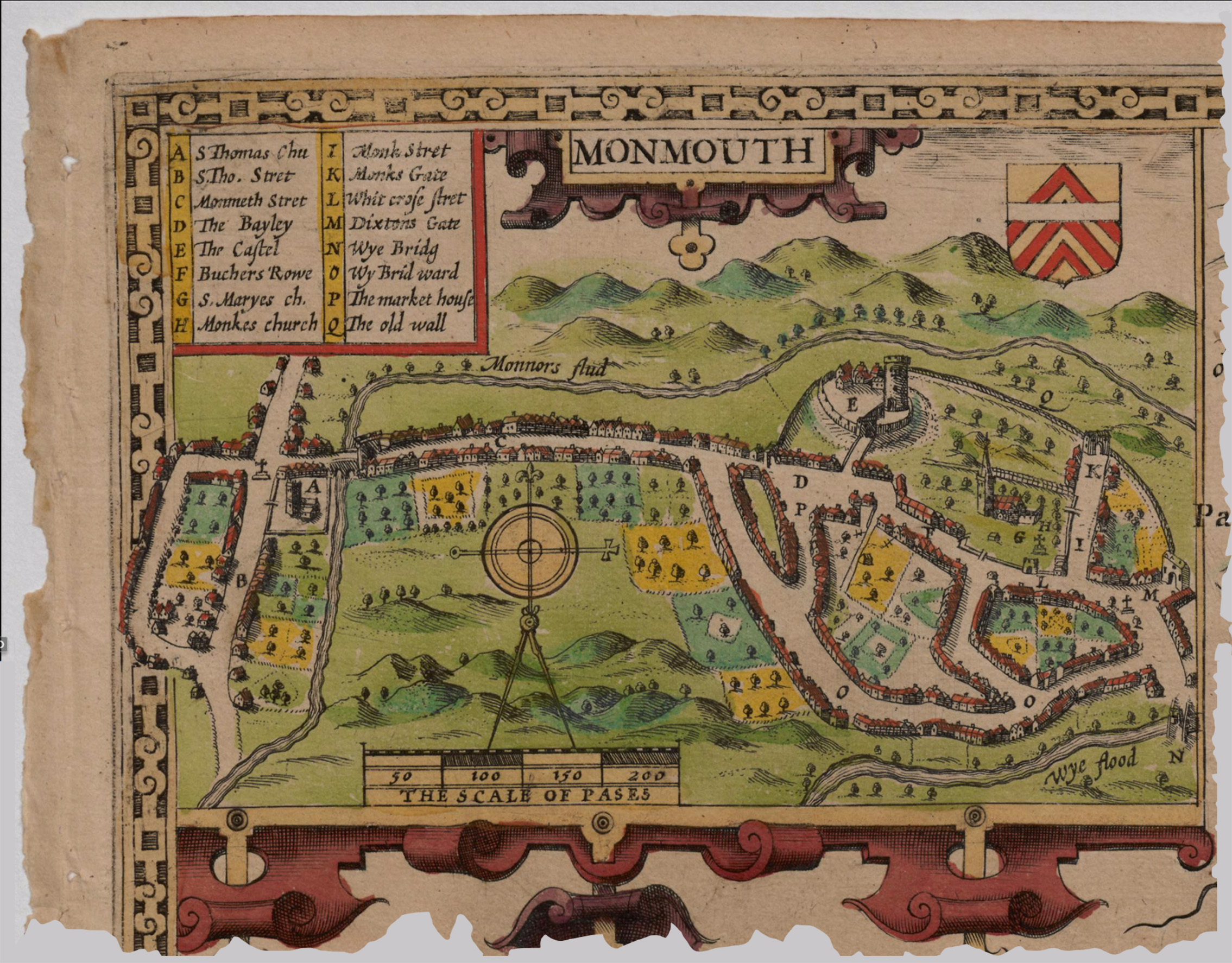
خارطة جون سبييد من عام 1610 و التي تبين تحصين مونموث و قنطرة مونموث و البوابة بين A و C

كما وُظفت البوابة بجانب دورها الدفاعي كحاجز للسماح بجمع الضرائب من الذين يحضرون الأسواق. وتم تقنين الضرائب في السجلات الإدارية من عامي 1297 و 1315 وفي الدساتير القروية التي تلي. كما يُفصّل كيساك المجموعة الواسعة من البنود التي جُمع فيها التعريفات الجمركية في إعادة طبعه للدستور من عام 1297. وتضمنت هذه التعريفات «خمس خنازير سمينة، وحمولة حصان محملة بالعسل وألف من مسامير التسقيف». وفي عام 1447 أقرَّ هنري السادس على قرية مونموث معاهدة تعاون والتي خولت تطويراً إضافي.
وقد جادل مؤرخون حول ما إذا كان الهدف الأساسي من الجسر دفاعي أو لتحصيل الإيرادات. ووصفت المؤرخة ماري إلين باغنال أوكيلي، والتي دونت أول تاريخ للجسر والبوابة في عام 1902، حيث وصفت البوابة بأنها "حُصَيْن مكتمل بحد ذاته بالرغم أنه عديم النفع عند الحرب". إذ زعَمَ وصفها للبوابة أن "البرج لم يكن بأي حال من الأحوال متصل بـأسوار تحصين القلعة"، وأن بوابة الحراسة نُصبت بمفردها "من أجل أخذ الضرائب". وصادق على ذلك عالم آثار مقاطعة مونموث جوزيف برادني في الجزء الأول من كتابه تاريخ مقاطعة مونموث منذ وصول النورمانديين إلى ويلز و حتى الوقت الحاضر، قائلاً "ما الجسر إلا هيكل ٌيحوم حوله الفضول والذي يبدو أنه كان لغاية تحصيل الضرائب أكثر من أي شيءٍ آخر وإن كان كوسيلة دفاع عن القرية خارج أسوارها ربما يكون من باب المساعدة لا أكثر. وواصل كيساك جدلهم ملاحظاً أن دور بوابة الحراسة غير فعال من ناحية الأدوار الدفاعية، إذ أنه يسْهُل قطع نهر مونو سيراً عكس التيار. واعترض على ذلك العديد من المفسرين مؤخراً، حيث اعتبر سوولسبي أن الجسر كان لغاية دفاعية بحتة، أما مايكل رولاندز، كاتب لمعظم التاريخ الحديث للجسر وبوابة الحراسة، جادل أن الجسر وبوابة الحراسة استوفيا مطمعين اثنين هما الحماية الدفاعية وتحصيل الضرائب.

### القرنين التاسع عشر والخامس عشر
لم يتم مهاجمة مونموث ولا قلعتها في ثورة أوين جليندور بين العامين 1400 و1415، بالرغم من إحراق قريتي آبرغيفاني وغروسمونت القريبتين من القرية في الإنتفاضة. وكان لعدم استقرار هذه الفترة أثره السلبي على تطوير القرية. لكن الجسر واصل دوره كبوابة ضريبية. وأوصى فيليب جونز، عضو برلمان مجالس مونموث في عام 1589، بمجموع سنوي من 120 جنيه إسترليني عبارة عن إيجار من أراضيه ومنازله في بايليبيت، لعمدة ومأمورو مونموث بشرط إعفاء العامّة الذين يمرّون من البوابة أو الذين يأتون إلى مونموث مع ماشية من دفع الضريبة في أيام العرض.
وفي القرن السادس عشر، وصف جون ليلاند (خبير آثار) الجسر في واحدة من مخططاته قائلاً «من بوابة الراهب يمتد الحائط بإتجاه الغرب حتى نهر مونو. وفي الجدار هناك أربع بوابات هم: بوابة الراهب، والبوابة الشرقية وبوابة نهر واي، وبوابة مونو التي هي فوق الجسر الذي يقطع نهر مونو». ويتضمن عمل جون سبييد الفني مسرح الإمبراطورية البريطانية عام 1611 وصف مرئي للجسر والبوابة. أما خريطته لمقاطعة مونموث تتضمن خريطة داخلية للقرية والتي تبين جسر مونو والبوابة وكذلك بوابة حراسة مشابهة على جسر نهر الواي.

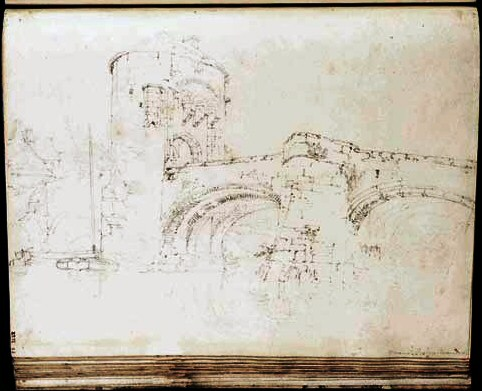
رسمة لـ J. M. W. Turner, عام 1795

في الحرب الأهلية الإنجليزية انتقلت ملكية القرية عدة مرات، وفي عام 1645 تم الاستيلاء على الجسر من قبل الفرسان الملكيين من راغلان في محاولة غير ناجحة لاستعادة القرية من القوات البرلمانية تحت قيادة العقيد كايرل. وقد وصف كيساك الاصطدام بـأنه «الهجوم الأكثر ضراوة على مونموث من قبل القوات الملكية»، والذي نتج عنه قتل ثمانية وأسر خمسة من أعداء كايرل. وبحلول عام 1705، استلزم الجسر وكذلك بوابة الحراسة صيانة، حيث تم استبدال أسوار الجسر بـجدران صلبة، كما تم تجديد البناية لتُشكّل سكن ذو طابقين مع تمديدات خشبية ولوحية بارزة أعلى النهر. بعد ذلك تم تأجير السكن لحارس بوابة مقيم مسؤول عن إصلاح وصيانة المبنى. كما بقي جزء من البوابة مستخدَماً كسجن. ومثل هذه الاستخدامات ليست مستغربة؛ حيث دوّن الأثري C. J. Bond أن «البوابات غالباً ما تتضمن غُرف والتي يمكن استخدامها كسجون، ومعبد أو غرف اجتماعات». وتم إصلاح كلٌ من البوابة والجسر مرةً أخرى بين عامي 1771 و1775. وتضمنت فاتورة الإصلاحات تكلفة 100 غالوناً من شراب الجِعَة للعمال المُستَعمَلين. كما أن التجارة كانت عاملاً رئيسياً في تعزيز أهمية الجسر، حيث دوّن الكاتب والفنان فريد هاندو أنه في يوم السبت لوحده في بدايات القرن الثامن عشر، «دخل خمسمائة حصان بحمولة خمس مكيالات من الحبوب من بوابة مونو».
في عام 1804، دوّن تشارلز هيث أن «داخلية البوابة ليست جديرة بالاهتمام والغاية الوحيدة التي كُرست لها هي كبوابة حراسة للظروف الطارئة، أو مخزن بارود للجيش عندما يتمركز في مونموث». وحتى هذه اللحظة لا تزال بوابة الحراسة مهجورة كمسكن. وتم هدم الامتدادات المنحنية بما فيها بوابة الحراسة حوالي عام 1815. وفي عام 1819 تم تسيير ممر للمشاة عبر المبنى على جانب المد الأعلى للنهر للمساعدة في تخفيف تدفق حركة السير خلال الجسر. وقبل عام 1830، كانت بوابة الحراسة مملوكة لبلدية مونموث، ثم مجلس مقاطعة مونموث كوَرثة مواطني المقاطعة من العصور الوسطى. وفي صفقة طويلة، حيث بدأت في عام 1830 لكن لم تنتهي حتى عام 1835، تحولت ملكية البوابة رسمياً إلى دوق بوفورت كجزء من مقايضة مِلكية. كما تم تجديد بناء سقف البوابة في عام 1832 بحواف (إفريز) أكبر وأربع أطناف مزخرفة على كل جانب. علاوة على إضافة ممر ثانٍ على جانب التدفق المنخفض من التقوس في عام 1845. ومنذ ذلك الحين لم يتغير أساس البناء، باستثناء ما كان للصيانة والإصلاح الدوريين.
في عام 1839، وفي وقت ثورة النيوبورت، تم إقامة حامية عسكرية حول بوابة الحراسة لخوف السلطات من هجوم الحركة الميثاقية على مونموث. وأفادت الأدلة اللاحقة أن شقوق السهام الثلاثة المرئية كانت مفتوحة في هذا الوقت «لحملة المسكيتات في انتظار التقدم الجارتي»، لكن بيّن رولاندز أن المنافذ ظاهرة في رسومات بوابة الحراسة قبل عام 1839 بفترة طويلة.
بوابة الحراسة كانت مسرح لمعارك سنوية، أو «بالذخيرة الحية» بين العصابات المتنافسة من «أعلى المدينة» (البلدة الرئيسية لمونموث) وأوفرمونو أو المعروفةبـ "Cappers' Town"، لأنها كانت الموطن التقليدي لأولئك الذين صنعوا قبعات مونموث . وقبل أن يتم منع المواجهات عام 1858، يجتمع الشبان من كِلا جهتي الجسر لهذه المناسبة في 1 و 29 من شهر مايو، مدججين بـمقشّات أو «أقنعة»، مقواة بـالحجارة. كما تم استخدام الجسر كلوحة إعلانات غير رسمية وكمركز للإحتفالات المحلية والدولية. وفي عام 1891، كان الجسر مُزخرفاً بأعلام وأوشحة للإحتفال بـبلوغ جون ماكلين رولس السن القانونية، الابن الأكبر لكبير مقاطعة مونموث لورد لانجاتوك.

### القرنين العشرين والحادي والعشرين
من عام 1889 وحتى عام 1902، تم تنفيذ برنامج حفظ شامل على الجسر وبوابة الحراسة، بمباشرة من قبل مجلس مقاطعة مونموث، الذي احتفظ بمسؤولية الصيانة. وكانت البداية بمنع انهيار محتمل للبوابة عن طريق تركيب شدّادات لتحمل واجهتي البرج معاً؛ ولا تزال رؤية الصفائح الأربع الدائرية عند نهايات هذين القضيبين ممكنة. وفي عام 1892، بدأ عمل الحفاظ على الأقواس ودعامات الجسر عقِب اكتشاف أنّ تآكل قاع النهر قد أضعف الدعامات بشدة. أما خارجية البوابة فقد تم تنفيذ صيانة لها من منتصف تسعينيات القرن التاسع عشر وحتى عام 1897. كما تمت إضافة تصريف لمياه الأمطار (مزراب)وأنابيب تصريف المياه(ميزاب)، وتم استبدال الأحجار البالية جداً بـحواجز مستطيلة الشكل من الحجر الرملى الأحمر القديم، ورُممت فُتحة الرمي ذات شكل الصليب على الجانب الأيسر من المرتفع الغربي لبوابة الحراسة لجعلها متناسقة. وتلخيصاً للتجديدات بين عامي 1889-1902، تم عمل تحسينات لداخلية بوابة الحراسة، وفُتحت للعامة في عام 1902.
وفي عام 1900، تحولت ملكية البوابة من هنري سومرسيت، الدوق التاسع لبوفورت لمجلس مقاطعة مونموث كجزء من اِطّراح كامل حصص أراضي عائلة سومرسيت في مقاطعة مونموث. وتم تسجيل المنحة على لافتة نحاسية مُلصقة بالبوابة. وكتبت عالمة الآثار المحلية ماري إلين باغنال أوكيلي التاريخ الأول للجسر وبوابة الحراسة، برج جسر مونو ، والذي ظهر في عام 1903. وفي أبريل من العام 1893، نُصبت أول إنارة شارع على الجسر من قبل مجلس القرية. وتم استبدال الجزء العلوي من هذه الإنارة بـمصابيح مزدوجة كهربائية في أواخر عشرينيات القرن العشرين. وفي ستينيات القرن العشرين، تم إزاحة المصابيح بشكل كامل، ومنذ عام 1991 أصبح الجسر مُضاءً بأضواء كاشفة.
بين عشرينيات وستينيات القرن العشرين دوّنَ فريد هاندو تاريخ حول مقاطعة مونموث ونقاط اهتمام متعددة في سلسلة من المقالات لـصحيفة ساوث ويلز أرجوس، وفي عام 1963 كتب وصفاً لبوابة الحراسة، مشيراً إلى المتحف الصغير الكائن في الغرفة العلوية آنذاك. كما ذكر هاندو نسخ السجلات الإدارية«المُنجزة بجمالية» الصادرة من إدوارد الأول في عام 97-1296 والصادرة من إدوارد الثاني في عام 1315 والذي دوّن البنود التي على أثرها فُرضت الضرائب لتمويل تحصينات مونموث.
في القرن العشرين أدّى الحجم المتزايد للحمولة المُستخدمة للـجسر الأحدب، الذي كان عنده رؤية ضعيفة وطريق وصول ضيق، إلى إرتفاع في الحوادث وازدياد في اقتراحات التحويل. كما أدّت رغبة السلطات المحلية لتصفية طرق العربات من عوائق السير إلى هدم العديد من أبراج الجسور المشابهة المبنية من قبل القرن الثامن عشر. وكان كلٌ من الجسر والبوابة محمييْن رسمياً كـنُصب عريق في عام 1923، وكذلك إقتراحات لطرق جسرية جديدة والتي بدأت تُشيد في نفس الوقت. وحرر الطريق الرئيسي الجديد (A40)، الذي بُني في فترة ما بين عامي 1956-1966، القرية من معظم الزحام العابر، ومرة أخرى اقترحت خطة مركز القرية، المُعدة من قبل مجلس المقاطعة في عام 1981، جسراً جديدا . وكان لابد من القيام بإصلاحات في عام 1982 في الثامن عشر من مايو نظراً لارتطام حافلة ذات طابقين بالجسر، مما سبب إغلاقه لمدة شهر. واستمرت الحوادث المدمرة للبوابة والجسر، ففي باكورة تسعينيات القرن العشرين، تم مقاضاة سائقيْن بعد عبور الجسر بعربات تجاوز الوزن والحدود العليا بشكل كبير.
في عام 1999، تعهد مهندسو مجموعة أوف روب و شركائه بدراسة جدوى لجسر ضد التيار من جسر مونو، لكن المخطط لم يحرز أي تقدم. كما التزم كلٌ من مجلس المقاطعة ومجلس القرية ببناء تقاطع جديد لدعم التطوير الاقتصادي للقرية، وفي عام 2003 تم تأمين تمويل بقيمة 1.3 مليون جنيه إسترليني من قبل السلطات المحلية وبذلك بدأ التشييد. فافتُتح الجسر الجديد في الخامس عشر من مايو من عام 2004 لحركة المرور المحلية، مما جعل الجسر القديم جسر مشاة. ومكّن إيقاف حركة المرور من القيام ببرنامج إصلاحات هام، والمُمول جزئياً من قبل الحكومة الويلزيةوالإتحاد الأوروبي. وبعد أعمال صيانة وإصلاح إضافية، أُعيد افتتاح بوابة الحراسة في عام 2014، مع السماح بدخول العامة يوماً في الأسبوع.

## رسوم الجسر في الفن
استحدث ويليام جيلبين في كتابه ملاحظات على نهر الواي، وعدة أجزاء من جنوب ويلز...الخ. وما هو متعلق بصورة رئيسية بـالجمال التصويري؛ المكُتوب في صيف عام 1770، والمنشور عام 1782، اهتماماً ملحوظاً بمعالم الجذب الطبيعية والصناعية جنوب ويلز مؤذناً بـجولة نهر الواي كبديل للجولة الكبرى. ونتيجة لذلك أصبح جسر مونو وبوابة الحراسة موضوعاً شائعاً بين الفنانين. وفي متحف مونموث اليوم يوجد لوحة مائية من أواخر القرن الثامن عشر لـمايكل أنجلو رووكر. ورسم الملون المعماري الشهير سامويل براوت الجسر في دراسة يعود تاريخها إلى«ما قبل عام 1814»، والرسمة اليوم معروضة في مركز ييل للفن البريطاني في كونيكتيكت. وفي عام 1795، رسم جاي.إم.دبليو.ترنر الجسر وبوابة الحراسة خلال واحدة من جولاته السنوية للرسم.
خط النًقاش والرسام المائي جون سيل كوتمان الجسر في بدايات القرن التاسع عشر، ويظهر رسمه المساكن المُطلة وبوابة الحراسة الذيْن تمت إزالتهما لاحقاً. كما أنتج جوشوا كريستال رسمة بقلم رصاص مشابهة في عام 1803. أما هنري جاستينياو فقد رسم الجسر في حوالي عام 1819. ونظراً لخطأ مطبعي الذي خلط ما بين رسمه للجسر مع أحد الأبراج في قلعة راغلان على الصفحة المقابلة للتشكيلة المطبوعة، فتظهر صورة جاستينياو غالباً مع العنوان البوابة والجسر، راغلان. وأنتج رسام الغرب الأمريكي توماس موران رسمة للجسر بقلم رصاص غير مُؤرخة والمطبوعة في رسوم ميدانية خاصة به. كما يمكن رؤية تصوير للجسر في زجاج معشق مصنوع بواسطة تشارلز إمر كيمبي في نافذة نُصب حرب البوير في كنيسة دير القديسة مريم في مونموث.

## هندسة الجسر والتقدير
يبلغ طول الجسر 34.8متراً (110 قدم) أما عرضه فيبلغ 11متراً (20قدم). ويبلغ طول بوابة الحراسة 11 متراً (36 قدم) على ظهر الجسر. ولدى الجسر ثلاث تقوسات قائمة على دعامات. والدعامتين الاثنتين اللتين تقوما على قاع نهر مونو تُشكل قاطعات الماء. أما الجوانب السفلية من الأقواس مُضلعة لتقوية الجسر. والجسر مُشيد من سبعة أنواع من الحجارة، بالدرجة الأولى من الحجر الرملي القديم، وجميعها مستخرجة من حدود 16 كيلومتراً (10 أميال)من مونموث. ويُعد الممران الاثنان عبر البوابة من إضافات القرن التاسع عشر، وقبل بناءهما كانت البوابة الرئيسية هي طريق الدخول والخروج الوحيد. وقد كان هذا المدخل محمياً بمشبك حديدي. أما البوابة فهي بيضاوية الشكل، وارتفاعاتها الغربية والشرقية تُظهر إختلافات جديرة بالملاحظة. حيث تمتلك الواجهة الغربية ثلاث فتحات أعلى البوابة مع قناة فتحات القتل (فتحات من خلالها يتم صب أو رمي أو إطلاق مواد على المهاجمين) كما دوّن المؤرخان أوليفر كريتون وريتشارد هيجام «التفصيل الهندسي البديع للمرتفعات». إن تاريخ الفُتحات غير مؤكد، فبمقارنتهم مع أمثلة مُؤرخة مشابهة مثل تلك التي في قلعة قرية كولينغ في كينت، يتضح أن فترة البناء كانت في القرن الرابع عشر، إضافة إلى صعوبة كونهم من أصل البوابة لأن وجودهم كان ليعرقل المشبك الحديدي. أما الواجهة الشرقية بدورها أقل زخرفة وتُظهر دليلاً على إعادة تشييد كبيرة، إذ تمتلك الواجهة ثلاث نوافذ مركزية مستديرة الرأس. وتختلف كذلك أقواس المشاة عبر الجسر في التصميم أيضاً، حيث تكون الشمالية حادة والجنوبية ذات رأس كارنارفورن (كرؤوس قلعة كارنارفون) مسطح.
داخلياً، لدى البوابة غرفة واحدة ومرحاض. والمدخل الأصلي الداخلي كان عن طريق سلم حلزوني حجري، لكنه دُمر لاحقاً وتم إدخال بديل خشبي له. وتبلغ قياسات غرفة البرج 10 أمتار طولاً (33 قدم) و3أمتار عرضاً (9.8 قدم) وله عِلِّيّة وسقف من القرن الثامن عشر، أُعيد ترميم السقف في عام 1832. كما تبدو دعامات آلة القطع جلية من الغرفة العُليا. وتُظهر رسومات من القرنين الثامن عشر والتاسع عشر مدخنة في السقف، لكن حسب المصادر المتاحة لا يِرد أي ذكر لموقد في غرفة البرج .أما السقف المشيد من العصور الوسطى كان مسطحاً ذو شُرُفات مُفَرَّجة وممر جداري (ممر علوي محمي خلف التحصينات يسمح بتمركز الجنود أعلى السور).
في عام 1996، تم إدراج الجسر على قائمة لـجسور التراث العالمي المحتملة من قبل الجهاز الإستشاري لـيونسكو، المجلس العالمي للمعالم والمواقع. وتتطلب عوامل مكانة التراث العالمي جسراً ذا ‘‘قيمة عالمية بارزة‘‘ ويبرهن على‘‘ درجة كبيرة في هندسة الجسور أو تطورات تقنية‘‘.
يُعد الجسر واحداً من جسرين محصنين وحيدين صامدين في المملكة المتحدة، ويقع الآخر في واركورث (نورثمبرلاند). هناك، حيث تقوم بوابة الحراسة على أرض عند إحدى نهايات الجسر، عوضاً عن الجسر نفسه. ووصفها الأثري جون ستين بـ"أقل إبهاراً" من "المبهرة" بوابة جسر مونو. ويصف تقدير حديث للمؤرخ ريتشارد هايمن جسر المونو بـ"يمكن القول أن الجسر هو أجود الجسور الناجية من العصور الوسطى في بريطانيا". وكانت مثل أبراج الجسر شائعة عبر قارة أوروبا وبدرجة أقل، في بريطانيا العظمى من أزمنة العصور الوسطى. وتتضمن أمثلة بريطانيا بوابة الماردول في شروزبري وجسر فرووم في برستل. والأمثلة القارية تتضمن جسر فراياس، على مقربةٍ من برغش في اسبانيا، وكذلك بونت فالنتري في قاورش، فرنسا. لكن أدى كلٌ من التوسع الحضري، وتقلص الاحتياجات الدفاعية، والازديادات الضخمة في حركة السير والتجارة من القرن الثامن عشر فصاعداً إلى تدمير ما كان في يوم من الأيام طراز جسر بارز. وتنعكس نُدرة جسر مونو والبوابة في مكانتهم كـموقع تراث عالمي محتمل، ومبنى مُصنف من الدرجة الأولى، ويصفه تنصيفه كـ"جسر محصَّن رائع من العصور الوسطى، وفريد من نوعه في الوقت الحاضر في بريطانيا.